# ساور لیک (تگزاس)
ساور لیک، تگزاس(به انگلیسی: Sour Lake, Texas) شهری در ایالت تگزاس از ایالات جنوبی ایالات متحده آمریکا است. در سرشماری سال ۲۰۰۰، جمعیت این شهر ۱۶۶۷ نفر اعلام شد.